# Santuario de San Antonio Abad
El santuario de San Antonio Abad es un templo católico ubicado en el municipio de La Matanza de Acentejo, en el norte de la isla de Tenerife, islas Canarias (España).

## Historia
Fundada originalmente como una ermita, recibió el rango de santuario por parte del obispado de Tenerife en el año 2020. Esto se debió entre otras cosas, al hecho de que el culto a San Antonio Abad en La Matanza se remonta a la conquista de la isla a finales del siglo XV. Siendo por tanto, uno de los cultos más antiguos de las islas Canarias. El origen del culto está indisolublemente ligado a la histórica batalla de Acentejo, que enfrentó a guanches y castellanos por el control de la isla.
La imagen del santo fue traía a la isla por el conquistador y escribano público Antón Vallejo a comienzos del siglo XVI, siendo una de las imágenes religiosas más antiguas de la isla y del archipiélago. Antón Vallejo participó en la citada batalla de Acentejo, y cuando vio peligrar su vida rogó a su santo homonímico que lo protegiera. Tras resultar ileso de la batalla, construyó la primitiva ermita de San Antonio Abad, germen del actual santuario. El aspecto actual del templo se debe en gran medida a las reformas y ampliaciones que sufrió en 1881 y en 1982.

## Fiestas
En torno al templo surgió una tradición ganadera, considerada la más antigua de Tenerife. En la cual carretas engalanadas provenientes de los campos de toda la isla se daban cita en San Antonio cada 17 de enero, festividad del santo patrón de los animales. Dicha tradición, aun se celebra con actividades relacionadas con el ganado y el mundo animal, destacándose la llamada Octava Ganadera, una importante feria de ganado de importancia insular y regional.